# Chester Kallman
Chester Simon Kallman (Brooklyn, 7 de enero de 1921 – Atenas, 18 de enero de 1975) fue un poeta, libretista y traductor estadounidense, conocido sobre todo por sus colaboraciones con W. H. Auden e Ígor Stravinski.

## Vida
Kallman nació en Brooklyn de antepasados judíos. Recibió su B.A. en el Brooklyn College y su M.A. en la Universidad de Míchigan. Publicó tres colecciones de poemas, Storm at Castelfranco ("Tormenta en Castelfranco", 1956), Absent and Present ("Ausente y presente", 1963), y The Sense of Occasion ("El sentido de la ocasión", 1971). Vivió la mayor parte de su vida adulta en Nueva York, pasando sus veranos en Italia desde 1948 hasta 1957 y en Austria desde 1958 hasta 1974. En 1963 trasladó su residencia de invierno de Nueva York a Atenas, en Grecia donde murió a los 54 años de edad.

## Carrera
Junto con su amigo de toda la vida (y a veces amante) W. H. Auden, Kallman escribió el libreto para la ópera de Stravinski The Rake's Progress (1951). También colaboraron en dos libretos de Henze, Elegy for Young Lovers (1961) y The Bassarids (1966), y en el libreto de Love's Labour's Lost (basado en la obra de Shakespeare) para Nicolas Nabokov (1973). También escribieron un libreto "Delia, or, A Masque of Night" (1953), que se pretendía que fuera para Stravinski, pero nunca fue ambientado. Se les encargó escribir la letra de El hombre de La Mancha, pero Kallman no trabajó en el proyecto, y los productores decidieron no usar las contribuciones de Auden.
Kallman fue el autor en solitario del libreto de The visitors para Carlos Chávez (1953, representado por vez primera en 1957 como Panfilo and Lauretta). 
Con Auden tradujo una serie de libretos, destacadamente La flauta mágica (1956) y Don Giovanni (1961). Kallman también tradujo Falstaff de Giuseppe Verdi (1954), La coronación de Popea de Claudio Monteverdi (1954) y muchas otras óperas.